# Гиповитаминоз A
Действие витамина A на организм — см. витамин A

## Клиническая картина гиповитаминоза A
Одним из ранних проявлений гиповитаминоза A является нарушение процессов дифференцировки и поддержания нормального состояния эпителиальных клеток. Это выражается в проявлении сухости и мелкого отрубевидного шелушения кожи, частичного ороговения
фолликулов, сухости и ломкости волос, поперечной исчерченности ногтей. У детей грудного возраста легко возникают дерматиты и опрелости.
Эрозии на слизистых оболочках, конъюнктивиты и блефариты,
стоматиты, снижение секреции желудочного сока, усиленное слущивание эпителиальных клеток почечных лоханок, мочевого пузыря, изменение эпителия слизистой оболочки кишечника, сопровождающееся нарушением всасывания и переваривания пищи — характерные для гипоавитоминоза А симптомы.
Никталопия (гемералопия) относится к числу наиболее выраженных функциональных расстройств в недостаточности витамина A. Ранними признаками гемералопии считают снижение зрения при переходе от света к темноте, мелькание «мушек» и «световое мерцание». При стёртых формах гемералопии отмечается плохая приспособляемость к слабому освещению, что особенно заметно у школьников.
При дефиците витамина A понижается сопротивляемость по отношению к вирусно-бактериальным заболеваниям. Длительный гиповитаминоз A ведёт к отставанию в физическом и интеллектуальном развитии.
Лабораторные данные: дефицит витамина A — снижение его концентрации в крови ниже 0,7 мкмоль/л, концентрация
каротина — ниже 1,5 мкмоль/л.
Лечение — препараты витамина A.

## Гиповитаминоз A у животных
Болеют животные всех видов, особенно подвержен заболеванию молодняк. При данном заболевании нарушаются обменные процессы и физиологические функции организма: процессы активного всасывания из кишечника разных веществ; барьерная функция слизистых оболочек дыхательных путей; неспецифическая резистентность организма к инфекциям; развитие нервной, хрящевой, костной тканей и зубов; синтез стероидных гормонов. Основными признаками гиповитаминоза A у животных всех видов являются матовость шерстного покрова, глазури копытного рога, потеря эластичности кожи, её складчатость, шелушение кожи, появление экзематозных или бесшерстных участков кожи, отставание в росте и развитии молодняка, куриная слепота.
Патогистологические изменения: общими признаками А-витаминной недостаточности являются метаплазия эпителиальной ткани с развитием роговой дистрофии, а также атрофия железистой ткани. В результате железистый эпителий замещается ороговевающим плоским многослойным эпителием. На этой основе возникают инфекционные воспалительные и язвенные процессы на слизистых оболочках глаз, дыхательных путей, пищеварительных органов, в мочевыводных протоках и в половых органах.